# Odontosia
Odontosia is een geslacht van vlinders van de familie van de tandvlinders (Notodontidae).

## Soorten
- Odontosia brinikhi Dubatolov, 2005
- Odontosia carmelita (Esper, 1798) - Berkentandvlinder
- Odontosia elegans Strecker, 1884
- Odontosia grisea Strecker, 1884
- Odontosia marumoi Inoue, 1955
- Odontosia patricia Stichel, 1918
- Odontosia sieversii (Ménétriés, 1856)
- Odontosia viridifusca Schaus, 1906
- Odontosia walakui Kobayashi, 2005